# Контрпример
Контрпример — пример, опровергающий верность некоторого утверждения.
Построение контрпримера — обычный способ опровержения гипотез. Если имеется утверждение типа «Для любого X из множества M выполняется свойство A», то контрпримером для этого утверждения будет: «Существует объект X0 из множества M, для которого свойство A не выполняется».
Часто найти контрпример вручную очень сложно. В таких случаях можно воспользоваться компьютером. Программа для нахождения контрпримера может просто перебирать элементы множества M и проверять выполнения свойства A. Более сложный, но и более эффективный, подход заключается в построении контрпримера «по частям». При этом при выборе очередной «части» сразу отбрасываются варианты, которые заведомо не ведут к опровержению рассматриваемого утверждения. Это позволяет значительно ускорить работу, зачастую на порядки.
Необходимо помнить, что отсутствие контрпримера не служит доказательством гипотезы. Доказательство такого рода можно строить, только если рассматриваемое множество конечно. В этом случае, достаточно перебрать все его элементы, и, если контрпримера среди них нет, то утверждение будет доказано.

## Классические контрпримеры в математике
- Функция Дирихле — пример функции, разрывной в каждой точке.
- Функция Вейерштрасса — пример всюду непрерывной, но нигде не дифференцируемой функции.
- Функция Кантора — пример непрерывной монотонной функции, которая не является константой, но при этом имеет производную равную нулю в почти всех точках.

## Контрпримеры в других отраслях знания
- В книге Й. Стоянова "Контрпримеры в теории вероятностей" высказано утверждение "В русском языке нет слова, содержащего подряд пять согласных букв". Контрпримером к нему служит слово "контрпример".